# HaMakhtesh HaGadol
HaMakhtesh HaGadol (hebreiska: המכתש הגדול) är en sänka i Israel.   Den ligger i distriktet Södra distriktet, i den södra delen av landet. Arean är 60 kvadratkilometer.